# Odonaspis lingnani
Odonaspis lingnani är en insektsart som beskrevs av Ferris 1955. Odonaspis lingnani ingår i släktet Odonaspis och familjen pansarsköldlöss. Inga underarter finns listade i Catalogue of Life.